# Улица Леси Украинки (Чернигов)
Улица Леси Украинки (укр. Вулиця Лесі Українки) — улица в Новозаводском районе города Чернигова. Пролегает от улицы Князя Чёрного до улицы Ватутина, исторически сложившаяся местность (район) Холодные Яры.
Примыкает улица Василия Симоненко (Десняка), Холодный Яр.

## История
В 18 веке был застроен одноэтажными домами глубокий разветвлённый Холодный Яр (Овраг), который издревле граничил с Черниговским Посадом-Предградьем. 
Путём объединения исторических Спуска 1-го, Холодного Яра (с 1927 года — Красный Спуск) и Елецкого переулка (с 1927 года — переулок Воли) была создана улица Леси Украинки — в честь украинской поэтессы Леси Украинки.
Улица Тимофея Черняка получила название в 1955 году — в честь участника Гражданской войны, уроженца Черниговщины Тимофея Викторовича Черняка; изначально была частью Дачи Тиволи, которая была переименована на Украинский Хутор, с 1927 года — 2-й Украинский Хутор. В 1980 году в состав улицы Леси Украинки была включена улица Тимофея Черняка. Исходя из этого в 1981 году переулок Тимофея Черняка преобразован в улицу Тимофея Черняка — современная улица Холодный Яр. 

## Застройка
Улица проложена в восточном направлении, делает несколько изгибов-поворотов. Улица живописная, извилистая в плане, повторяя ландшафт местности. В самом конце имеет ответвление в южном направлении, ведущее в тупик. Парная и непарная стороны улицы заняты усадебной застройкой. 
Учреждения: нет
Есть ряд значимых и рядовых исторических зданий, что не являются памятниками архитектуры или истории, 4 усадебных дома (№№ 6/14, три в конце улицы).